# Тилекодон
Тилекодон (лат. Tylecodon) — род суккулентных растений семейства Толстянковые (Crassulaceae), произрастающий на территории ЮАР (Капская провинция) и Намибии.

## Название

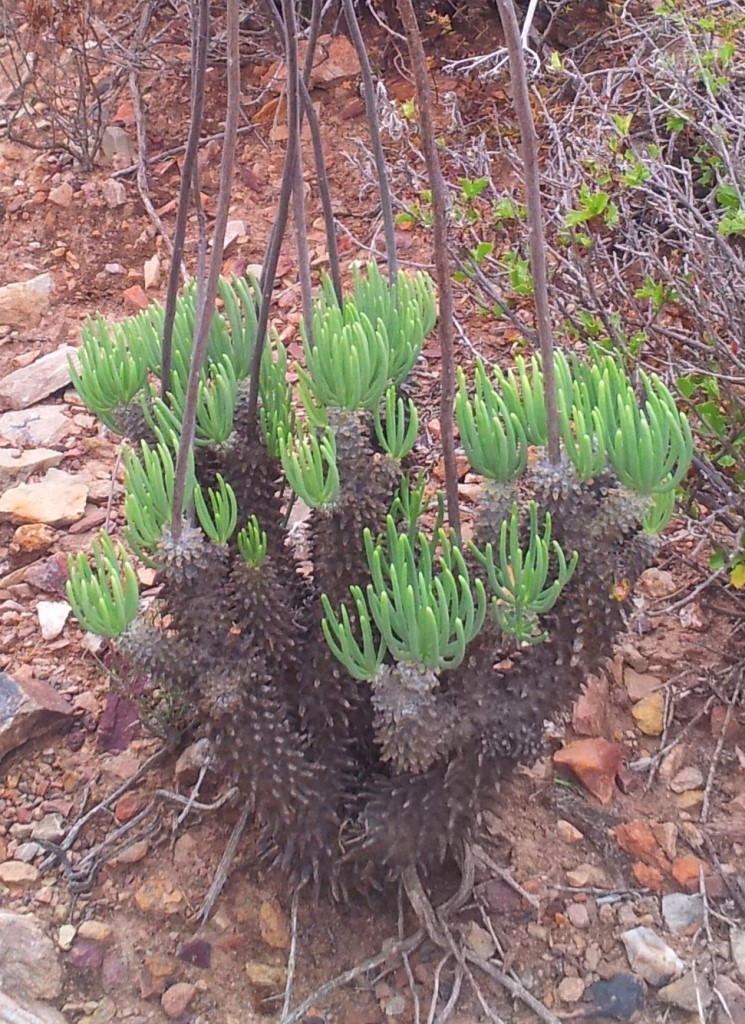
Tylecodon wallichii

Родовое латинское (научное) название Tylecodon является анаграммой названия рода Котиледон (Cotyledon), под которым ранее классифицировались некоторые виды тилекодона.
Русскоязычное название является транслитерацией латинского.

## Описание
Тилекодон — род растений, представленный кустарниками, иногда достигающими размеров небольших деревьев. Ветви прямостоячие или иногда полегающие и имеют хрящеватую структуру. Листья расположены спирально, мясистые и опадающие.
Соцветие тирсовое, а в случае колосовидной формы оно содержит небольшое количество цветков. Цветонос постепенно переходит от листьев к гораздо более коротким прицветникам, расположенным под цветками. Цветки раскидистые. Чашечка разделена на пять частей, а венчик состоит из пяти сросшихся лепестков, обычно превосходящих по длине лопасти. Тычинок обычно десять и располагаются они в двух кругах; их нити часто имеют пучок волосков, привязанных к нижней трети трубки венчика, а пыльники обычно выступают, оканчиваясь округлым придатком или имея шаровидную форму. Семена имеют эллипсовидную форму с перетяжкой и затем резко расширяются на тупом проксимальном конце.

## Таксономия
Tylecodon Toelken, первое упоминание в Bothalia 12: 378 (1978).

### Виды и гибриды
Подтвержденные виды по данным сайта Plants of the World Online на 2023 год:
- Tylecodon albiflorus Bruyns
- Tylecodon atropurpureus Bruyns
- Tylecodon aurusbergensis G.Will. & van Jaarsv.
- Tylecodon bayeri van Jaarsv.
- Tylecodon bleckiae G.Will.
- Tylecodon bodleyae van Jaarsv.
- Tylecodon bruynsii van Jaarsv. & S.A.Hammer
- Tylecodon buchholzianus (Schuldt & P.Stephan) Toelken
- Tylecodon cacalioides (L.f.) Toelken
- Tylecodon celatus van Jaarsv. & Tribble
- Tylecodon cordiformis G.Will.
- Tylecodon decipiens Toelken
- Tylecodon ectypus F.Gren. & van Jaarsv.
- Tylecodon ellaphieae van Jaarsv.
- Tylecodon faucium (Poelln.) Toelken
- Tylecodon florentii van Jaarsv.
- Tylecodon fragilis (R.A.Dyer) Toelken
- Tylecodon grandiflorus (Burm.f.) Toelken — Тилекодон крупноцветковый
- Tylecodon hallii (Toelken) Toelken
- Tylecodon hirtifolius (W.F.Barker) Toelken
- Tylecodon kritzingeri van Jaarsv.
- Tylecodon leucothrix (C.A.Sm.) Toelken
- Tylecodon longipes van Jaarsv. & G.Will.
- Tylecodon nigricaulis G.Will. & van Jaarsv.
- Tylecodon nolteei Lavranos
- Tylecodon occultans (Toelken) Toelken
- Tylecodon opelii van Jaarsv. & S.A.Hammer
- Tylecodon paniculatus (L.f.) Toelken
- Tylecodon pearsonii (Schönland) Toelken
- Tylecodon peculiaris van Jaarsv.
- Tylecodon petrophilus van Jaarsv. & A.E.van Wyk
- Tylecodon pusillus Bruyns
- Tylecodon pygmaeus (W.F.Barker) Toelken
- Tylecodon racemosus (E.Mey. ex Harv.) Toelken — Тилекодон кистевидный
- Tylecodon reticulatus (L.f.) Toelken
- Tylecodon rubrovenosus (Dinter) Toelken
- Tylecodon schaeferianus (Dinter) Toelken
- Tylecodon similis (Toelken) Toelken
- Tylecodon singularis (R.A.Dyer) Toelken
- Tylecodon stenocaulis Bruyns
- Tylecodon striatus (Hutchison) Toelken
- Tylecodon suffultus Bruyns ex Toelken
- Tylecodon sulphureus (Toelken) Toelken
- Tylecodon tenuis (Toelken) Bruyns
- Tylecodon torulosus Toelken
- Tylecodon tribblei van Jaarsv.
- Tylecodon tuberosus Toelken
- Tylecodon ventricosus (Burm.f.) Toelken
- Tylecodon viridiflorus (Toelken) Toelken
- Tylecodon wallichii (Harv.) Toelken

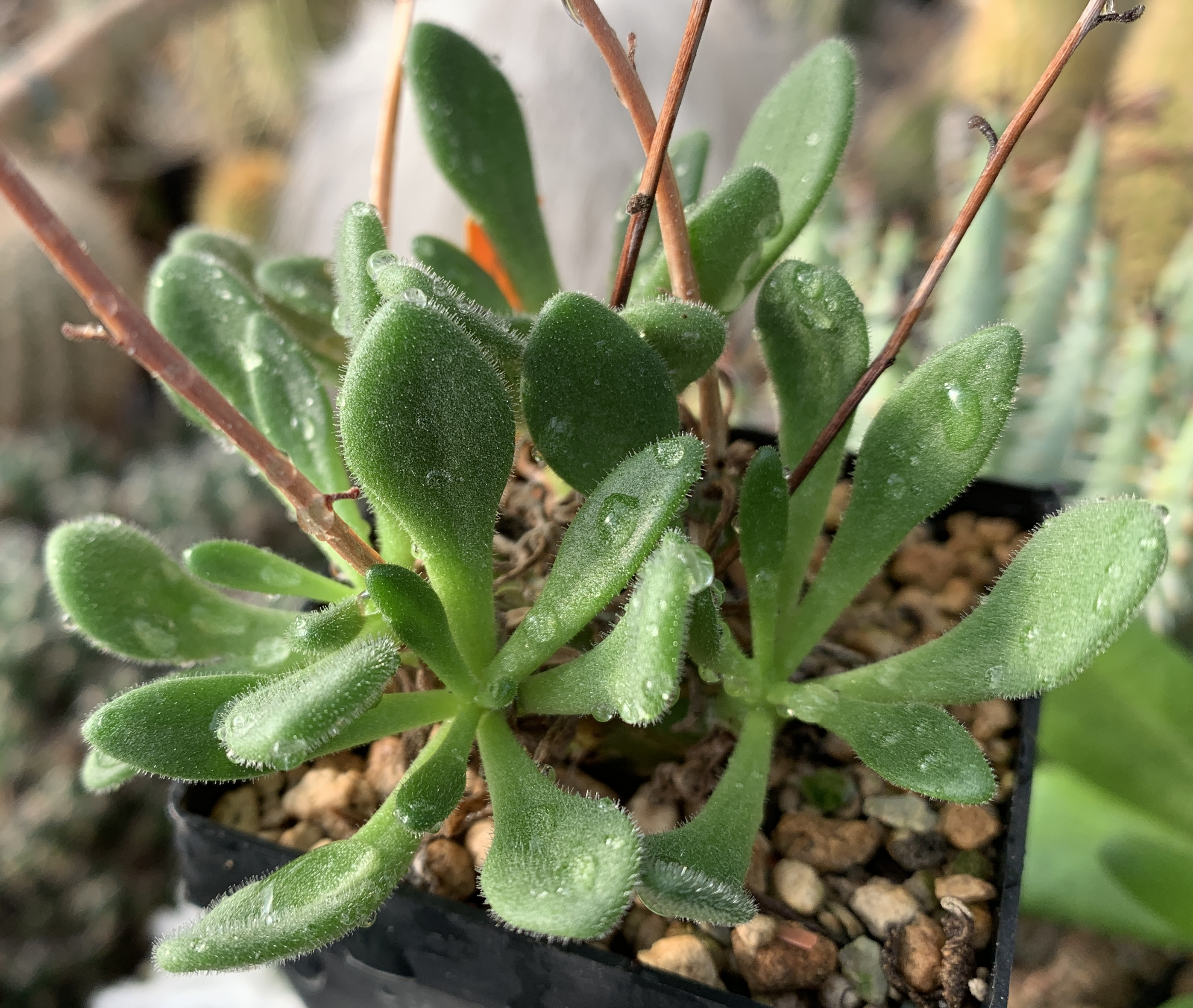
Tylecodon albiflorus
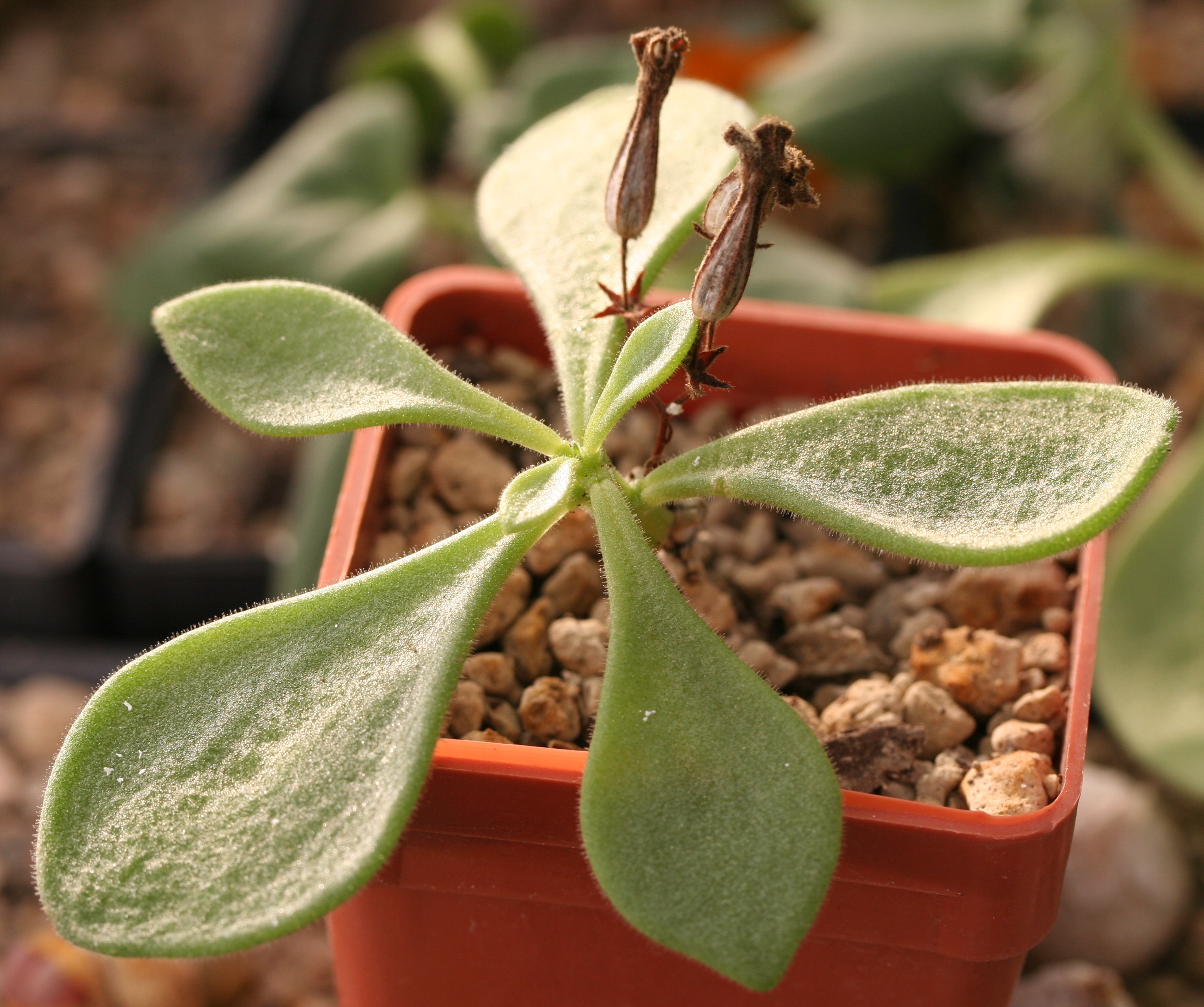
Tylecodon bayeri
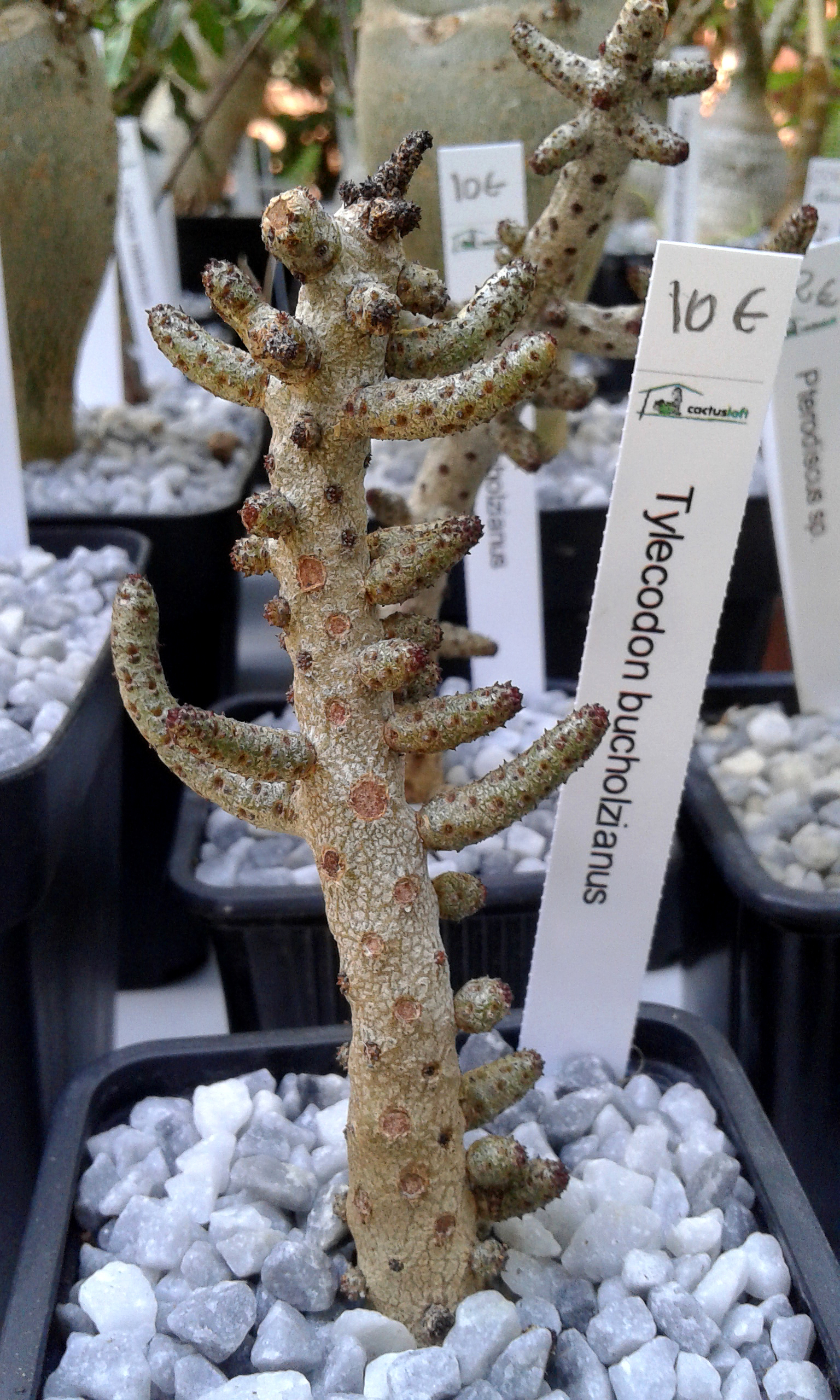
Tylecodon buchholzianus
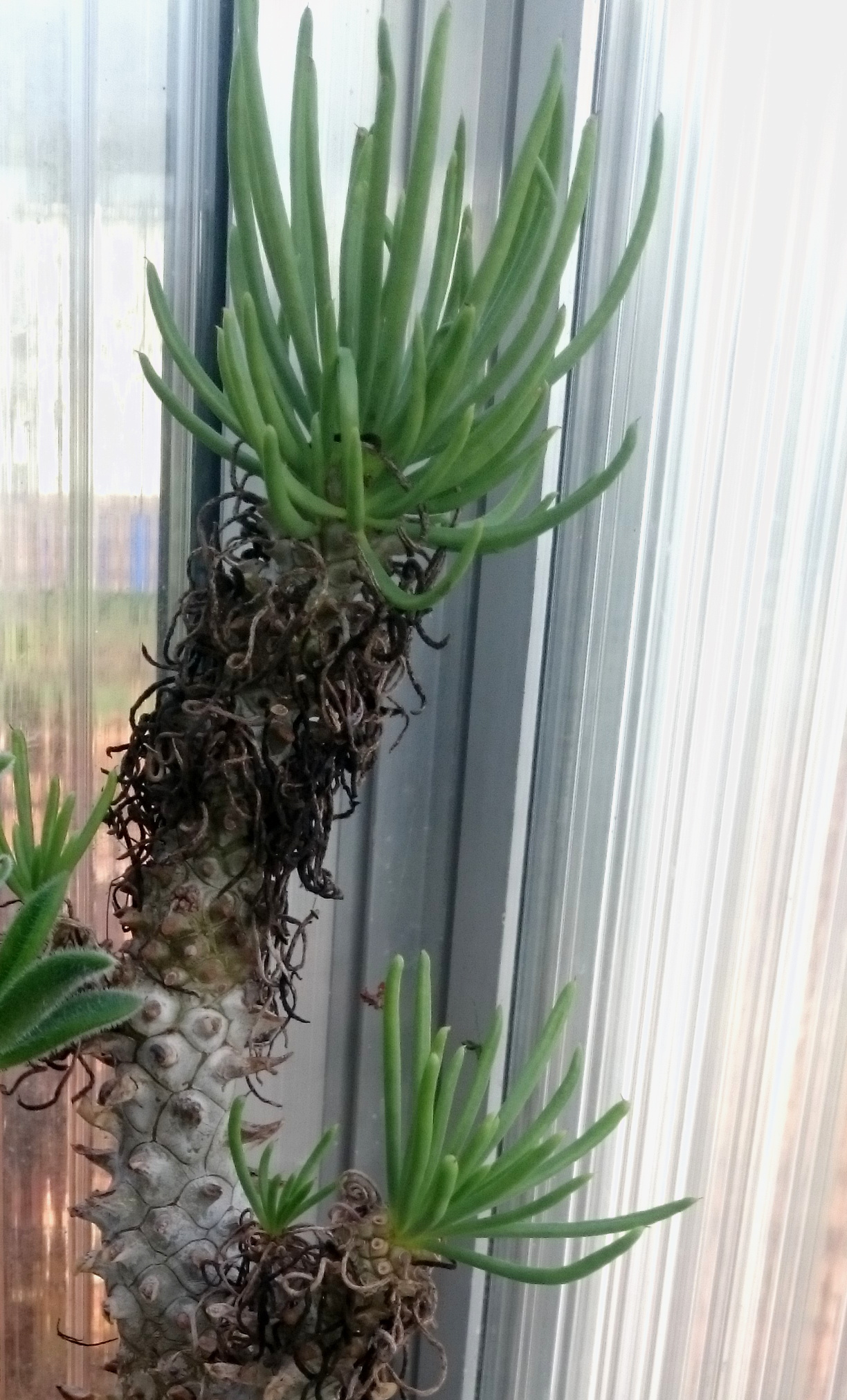
Tylecodon cacaliodes
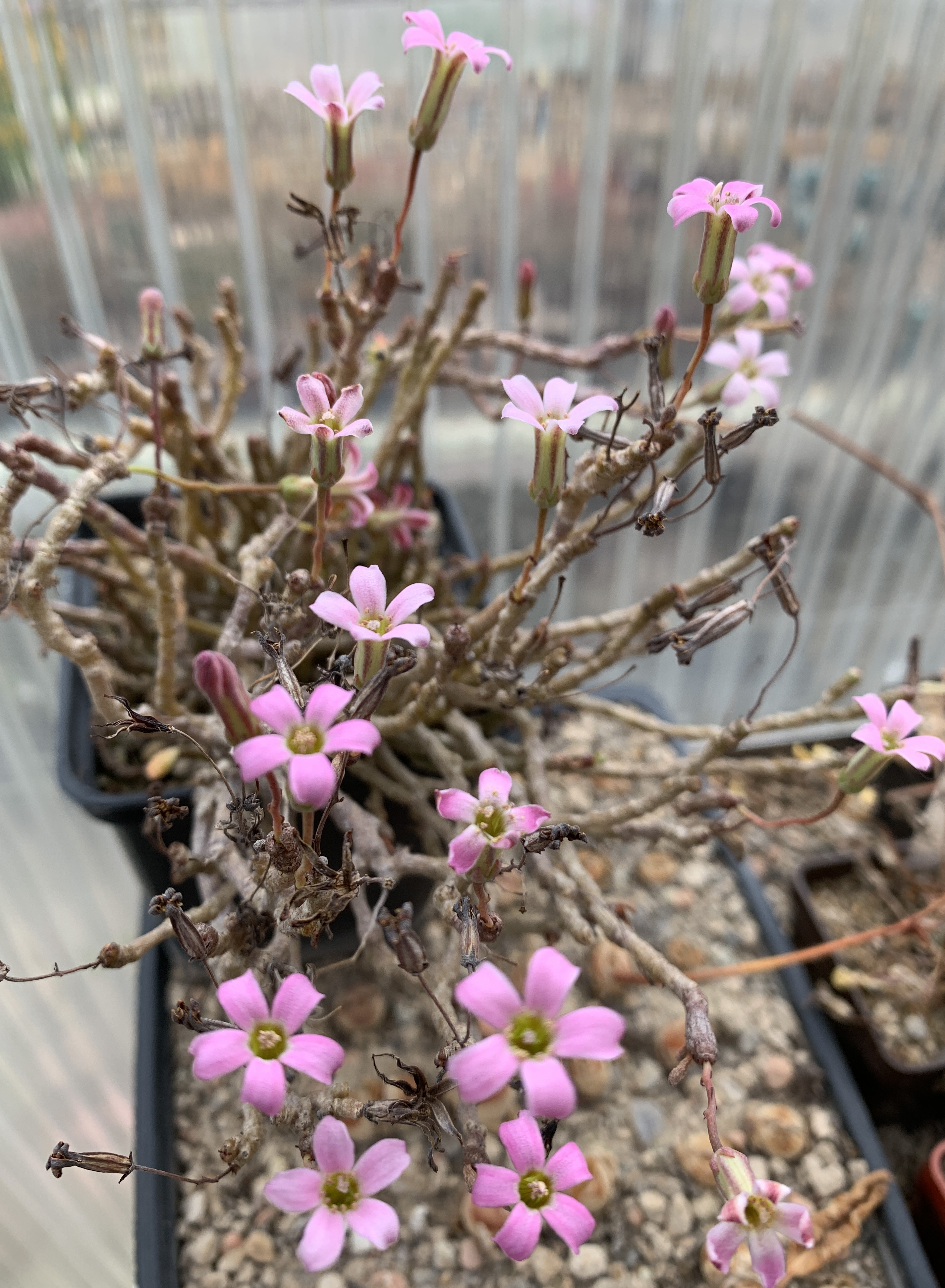
Tylecodon decipiens
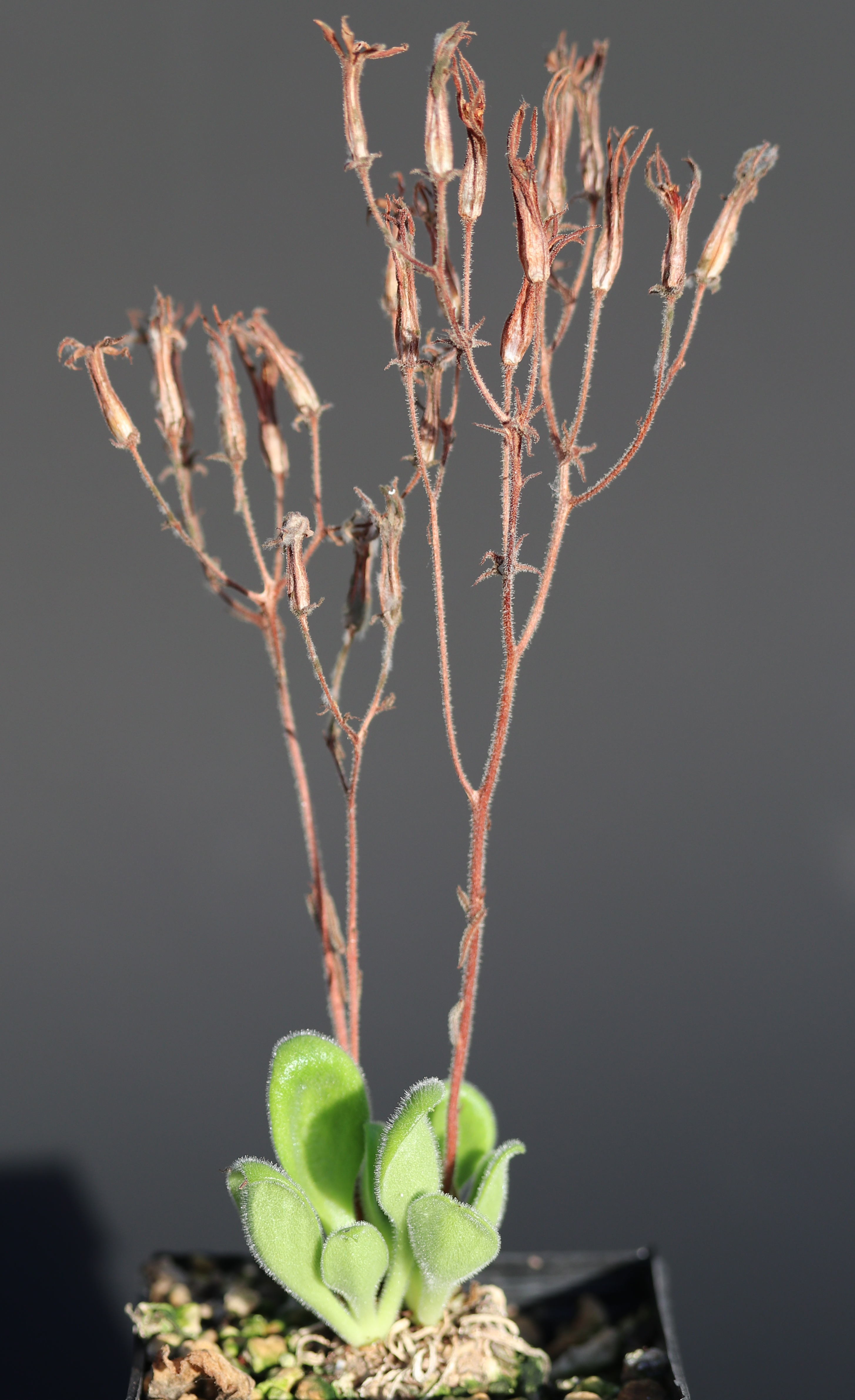
Tylecodon ellaphieae
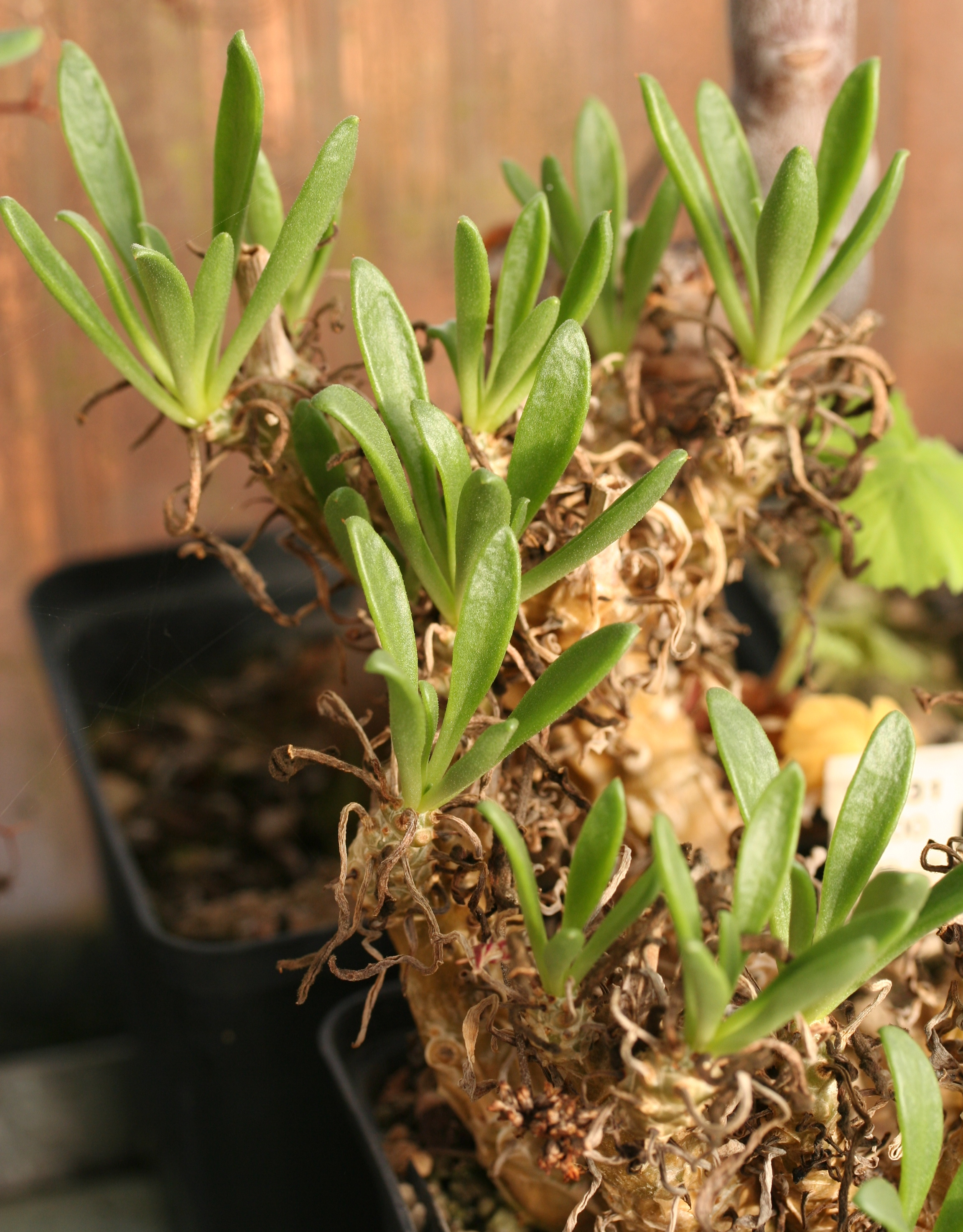
Tylecodon grandiflorus
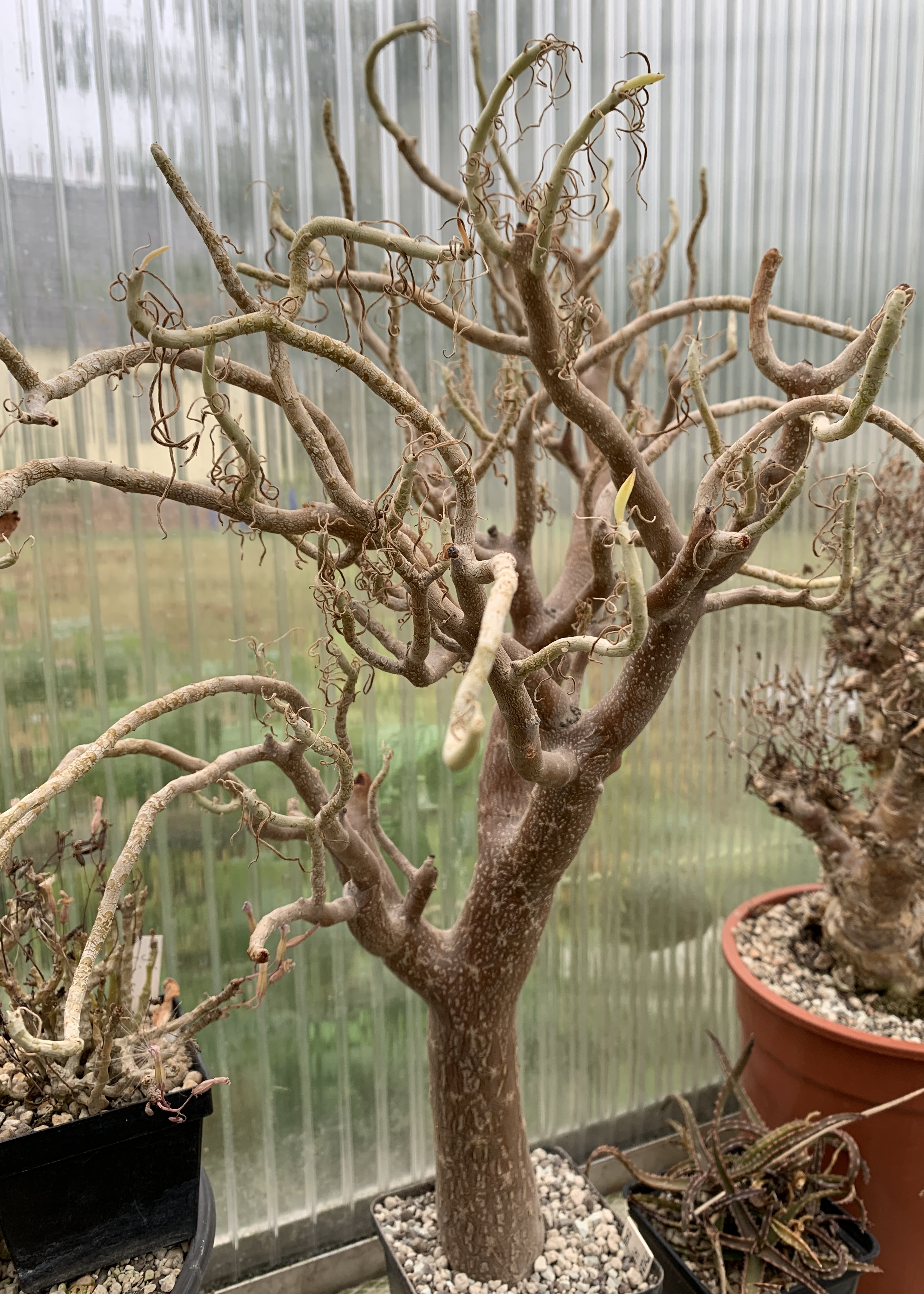
Tylecodon hallii
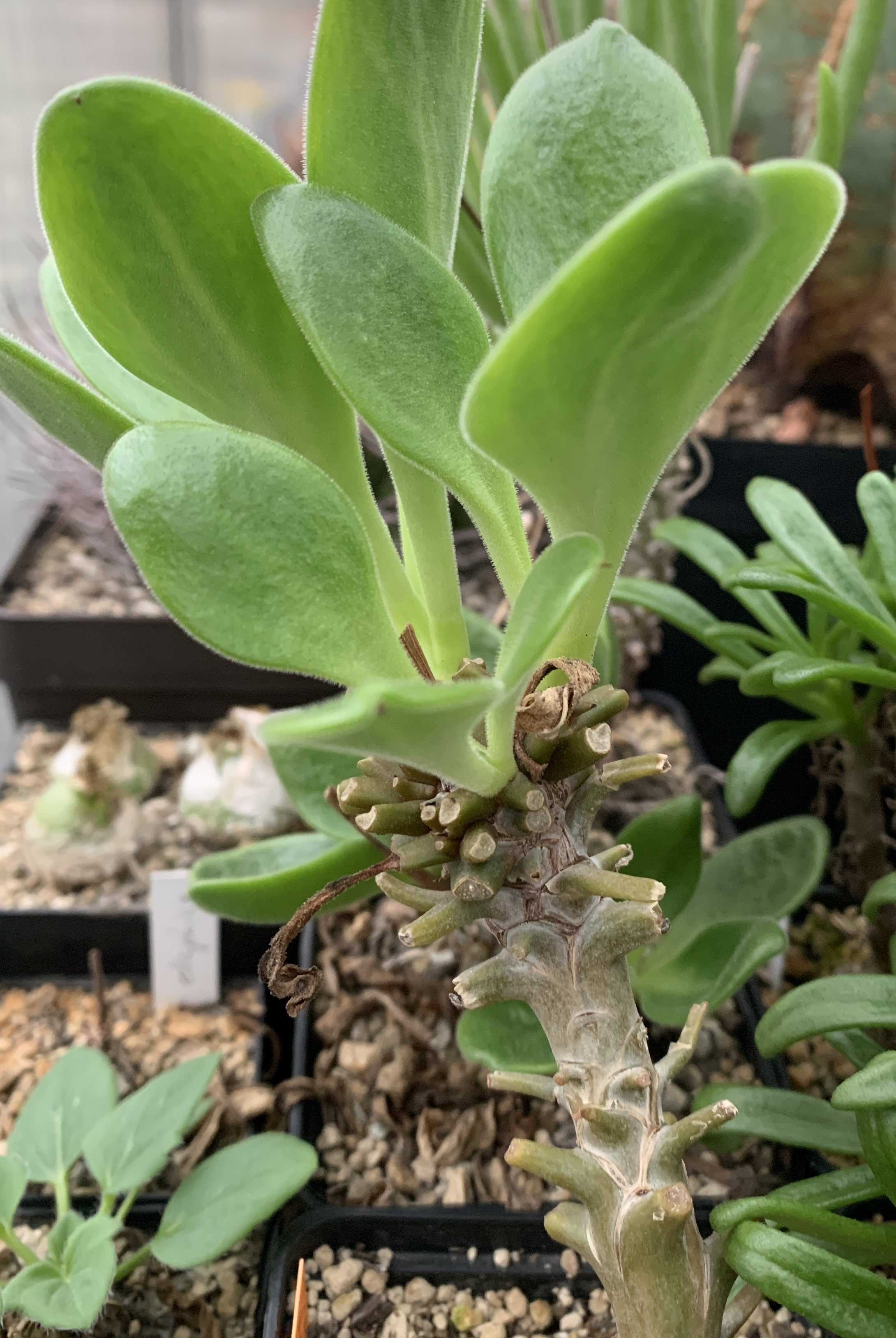
Tylecodon hirtifolius
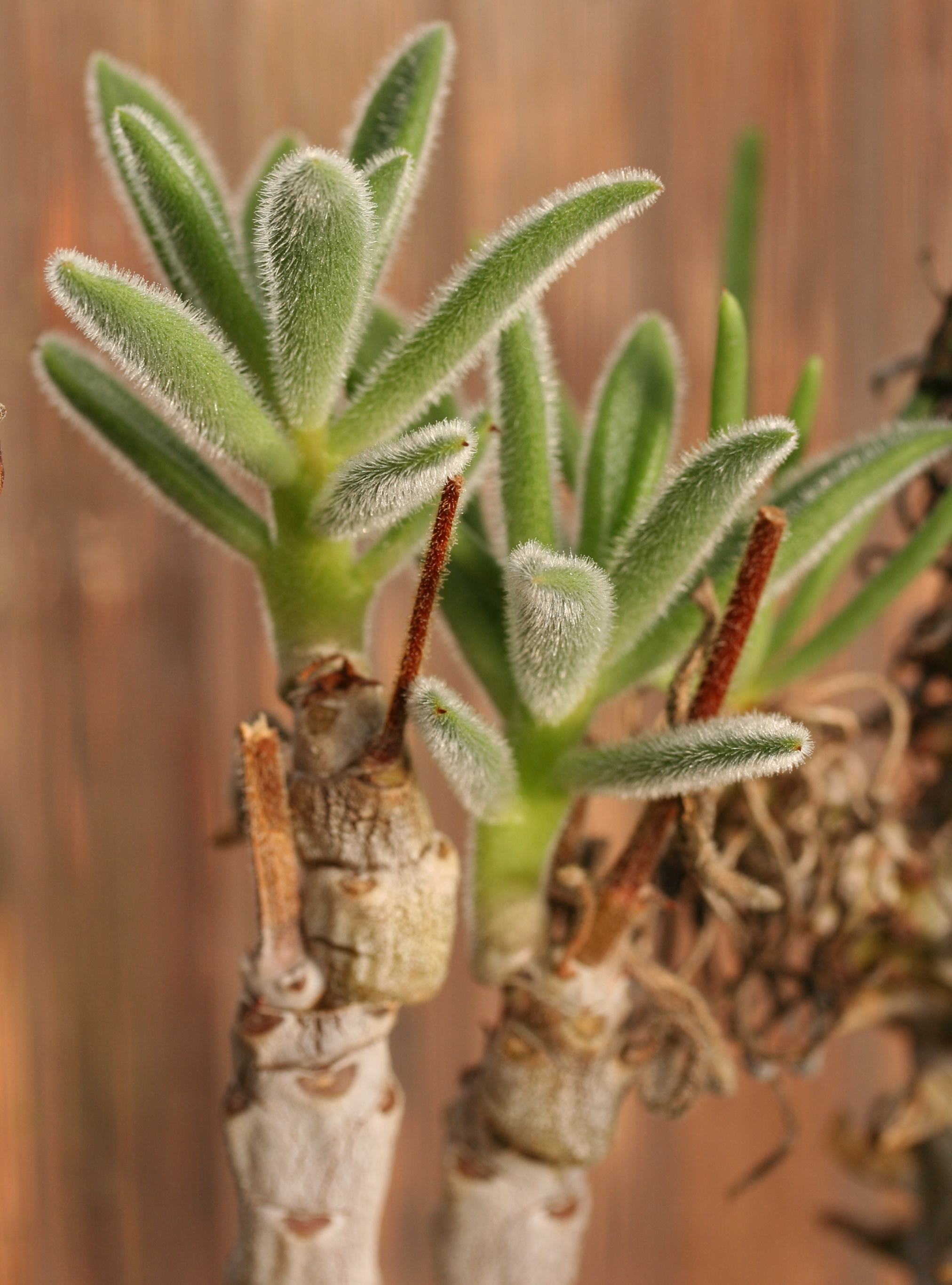
Tylecodon leucothrix
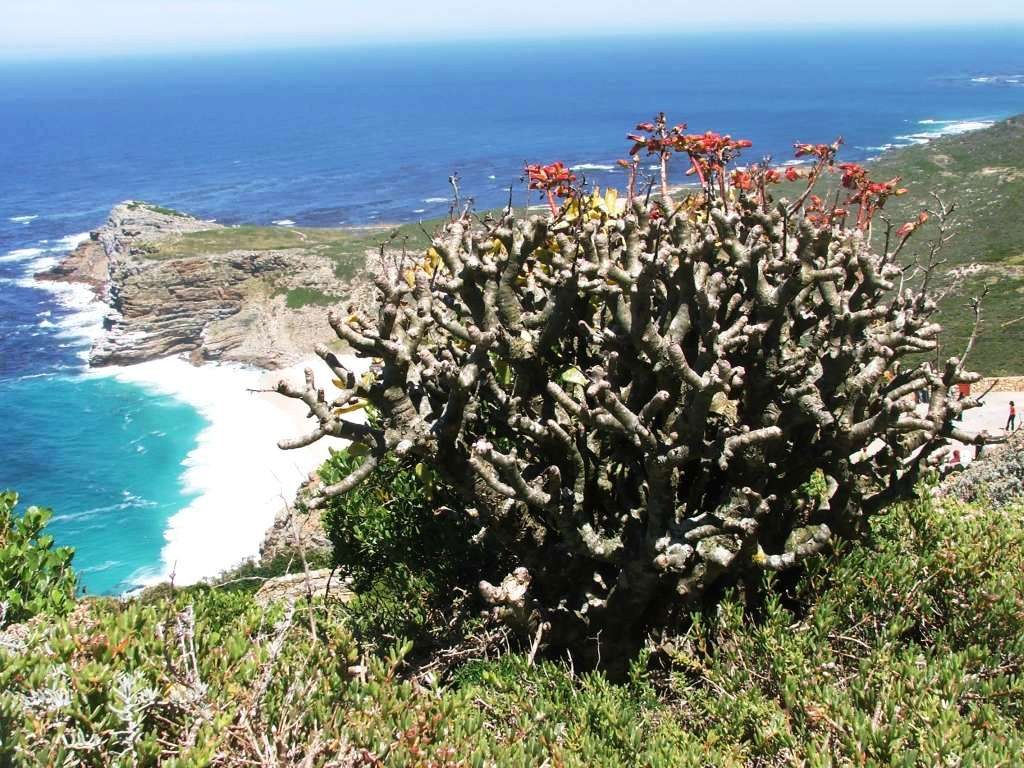
Tylecodon paniculatus
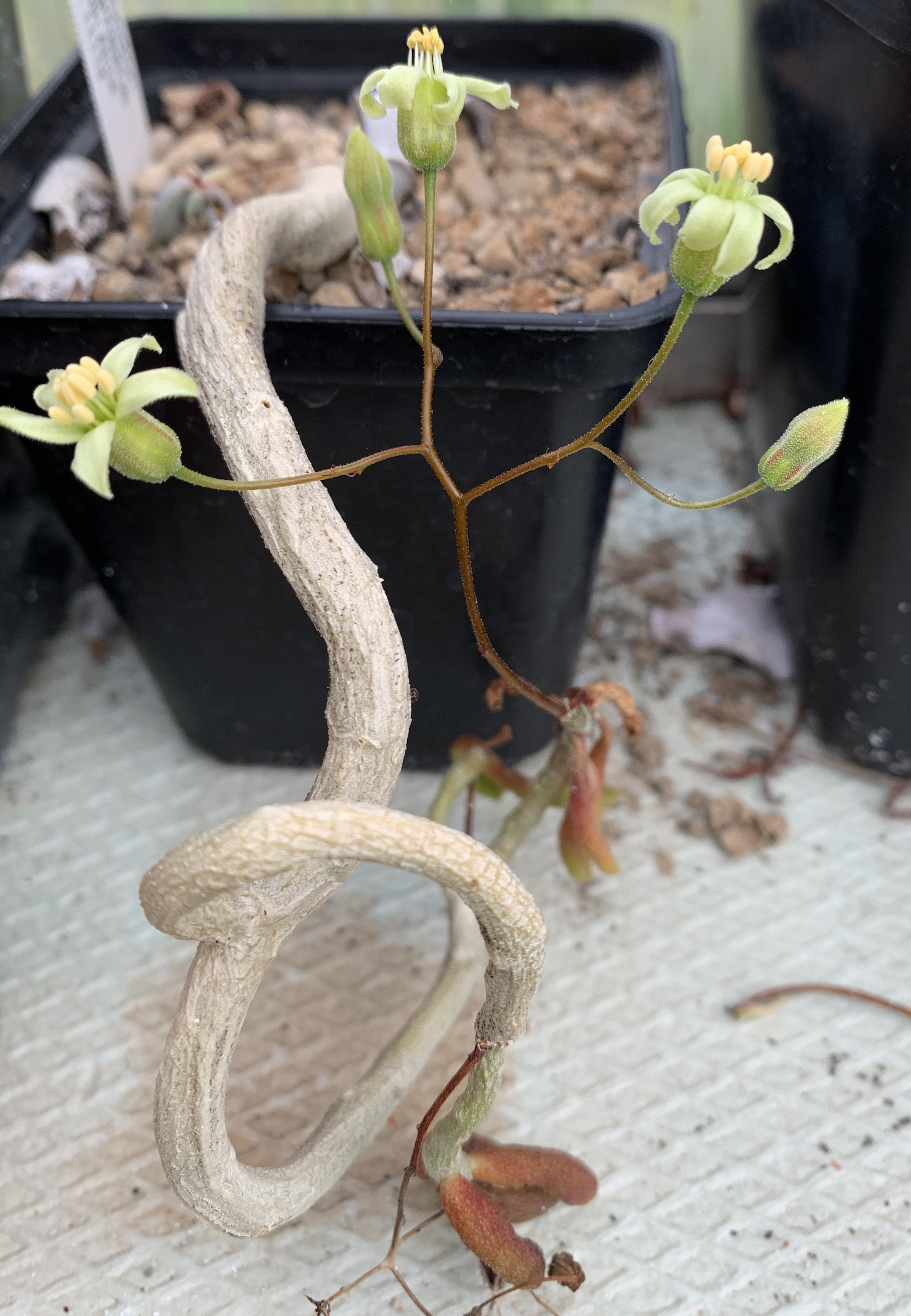
Tylecodon pygmaeus
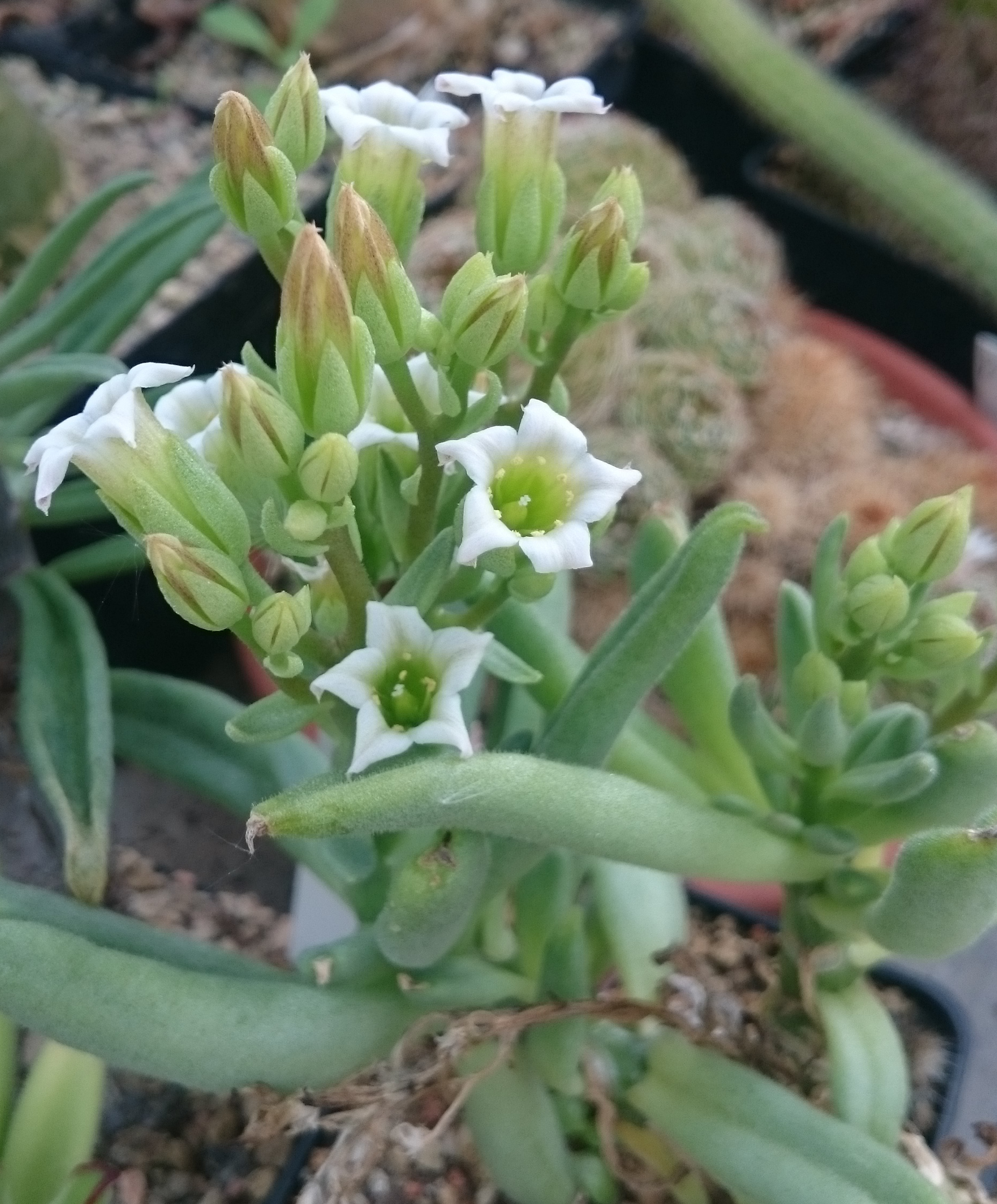
Tylecodon racemosus
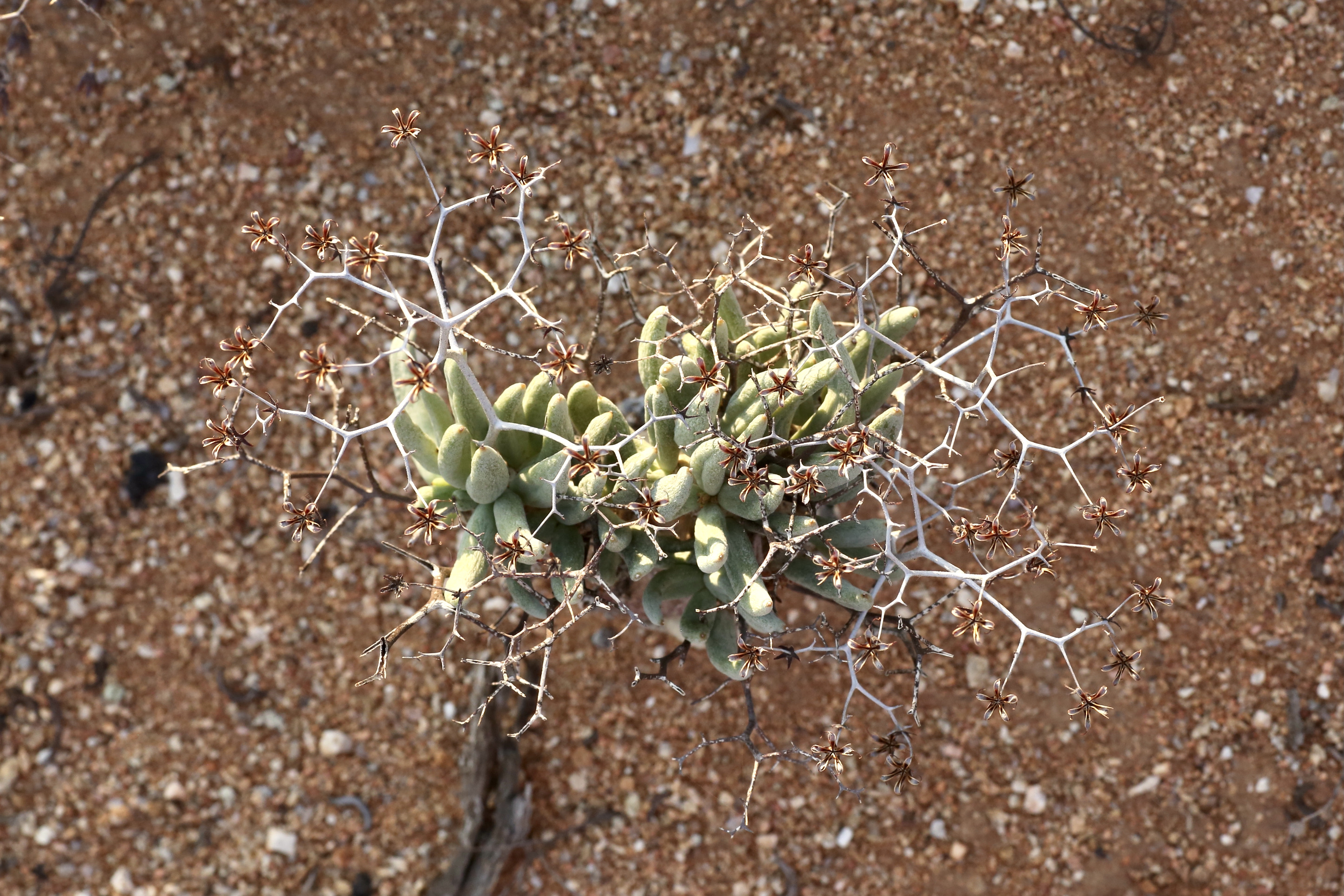
Tylecodon reticulatus
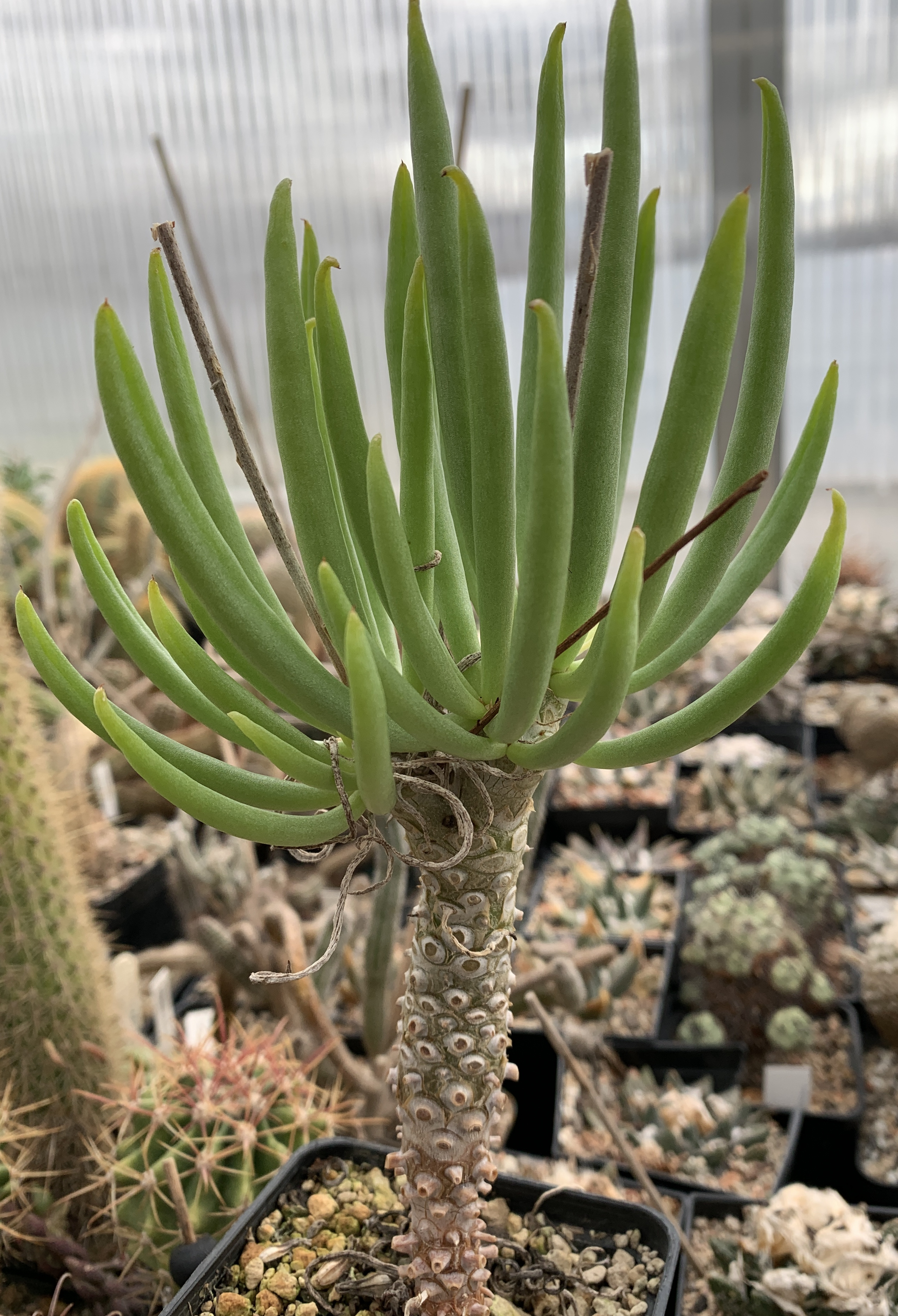
Tylecodon rubrovenosus
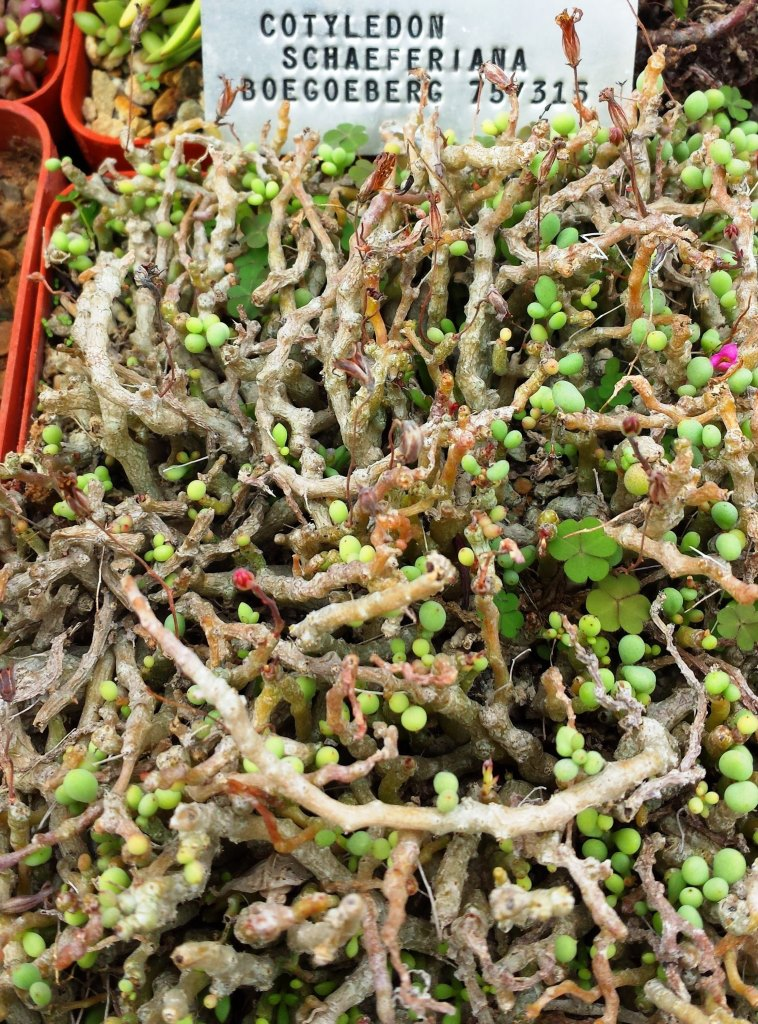
Tylecodon schaeferianus
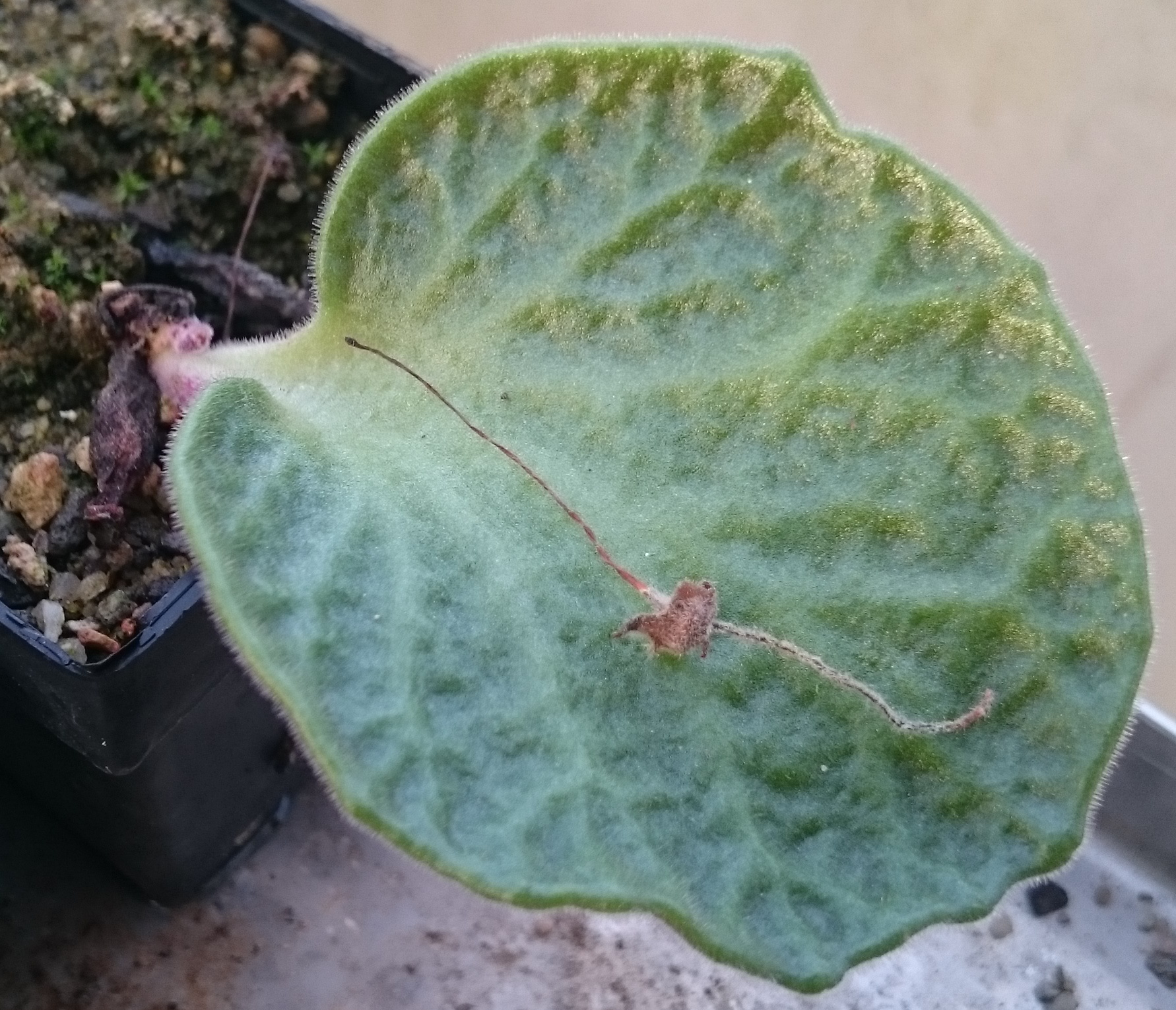
Tylecodon singularis
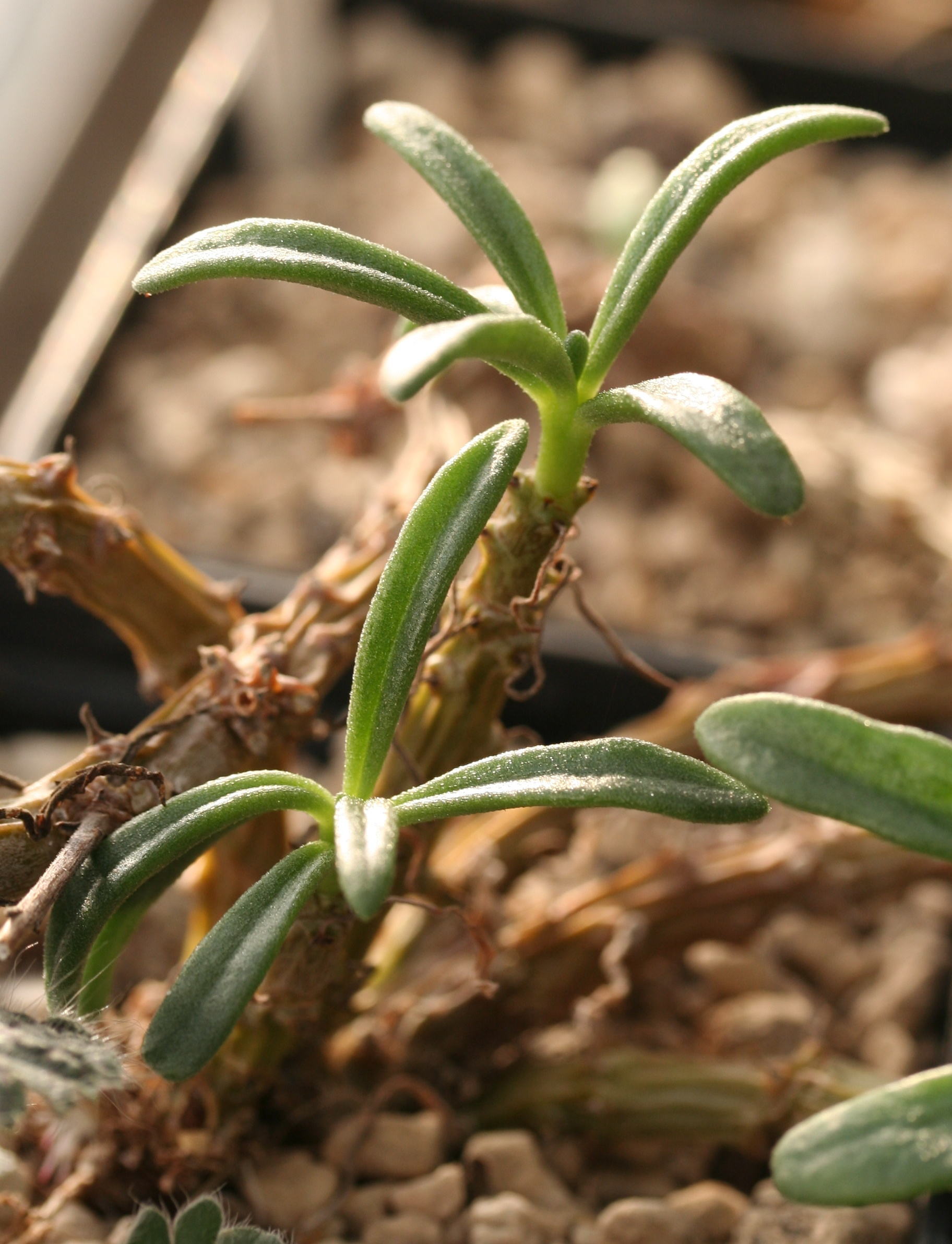
Tylecodon striatus
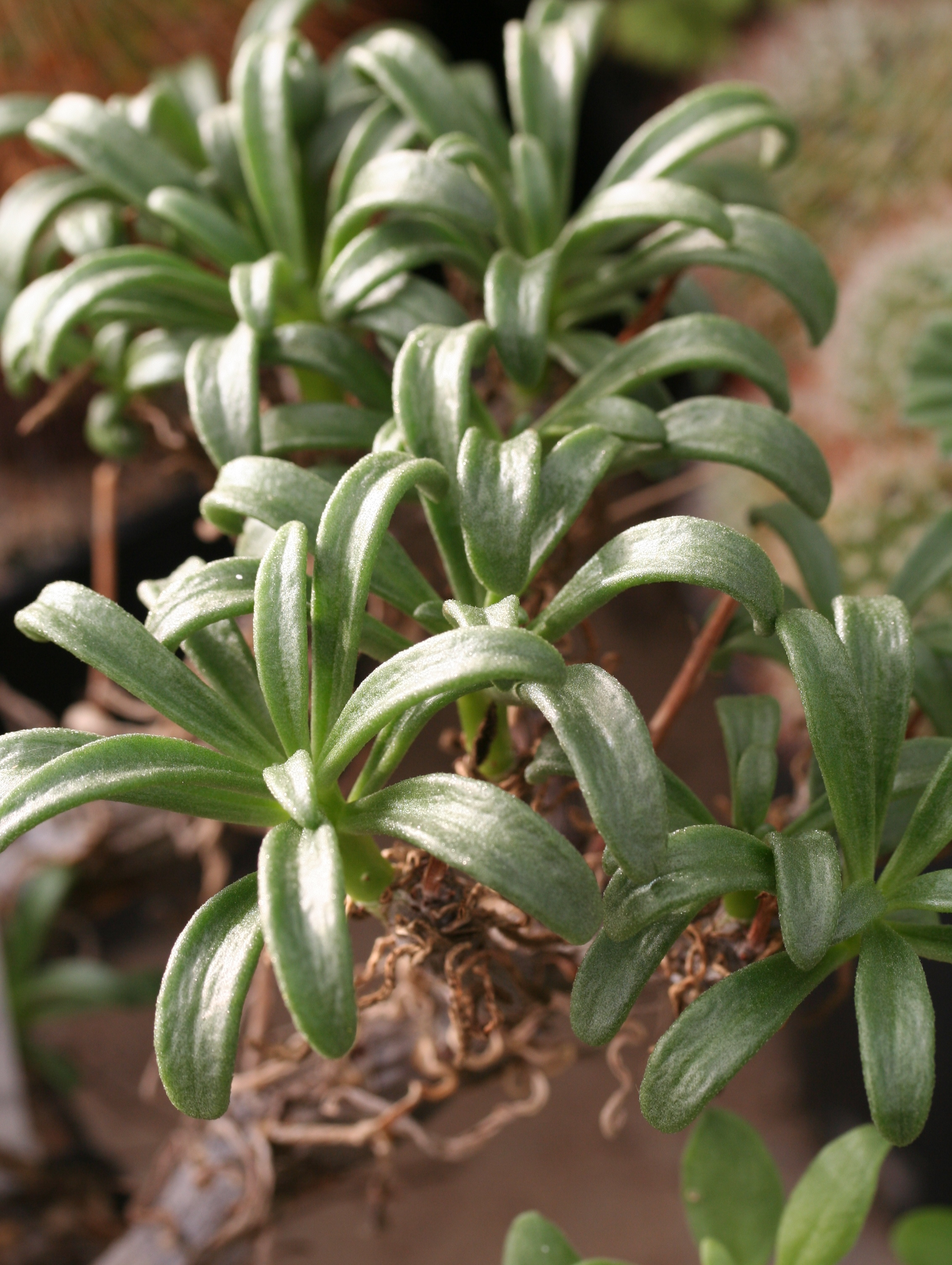
Tylecodon suffultus
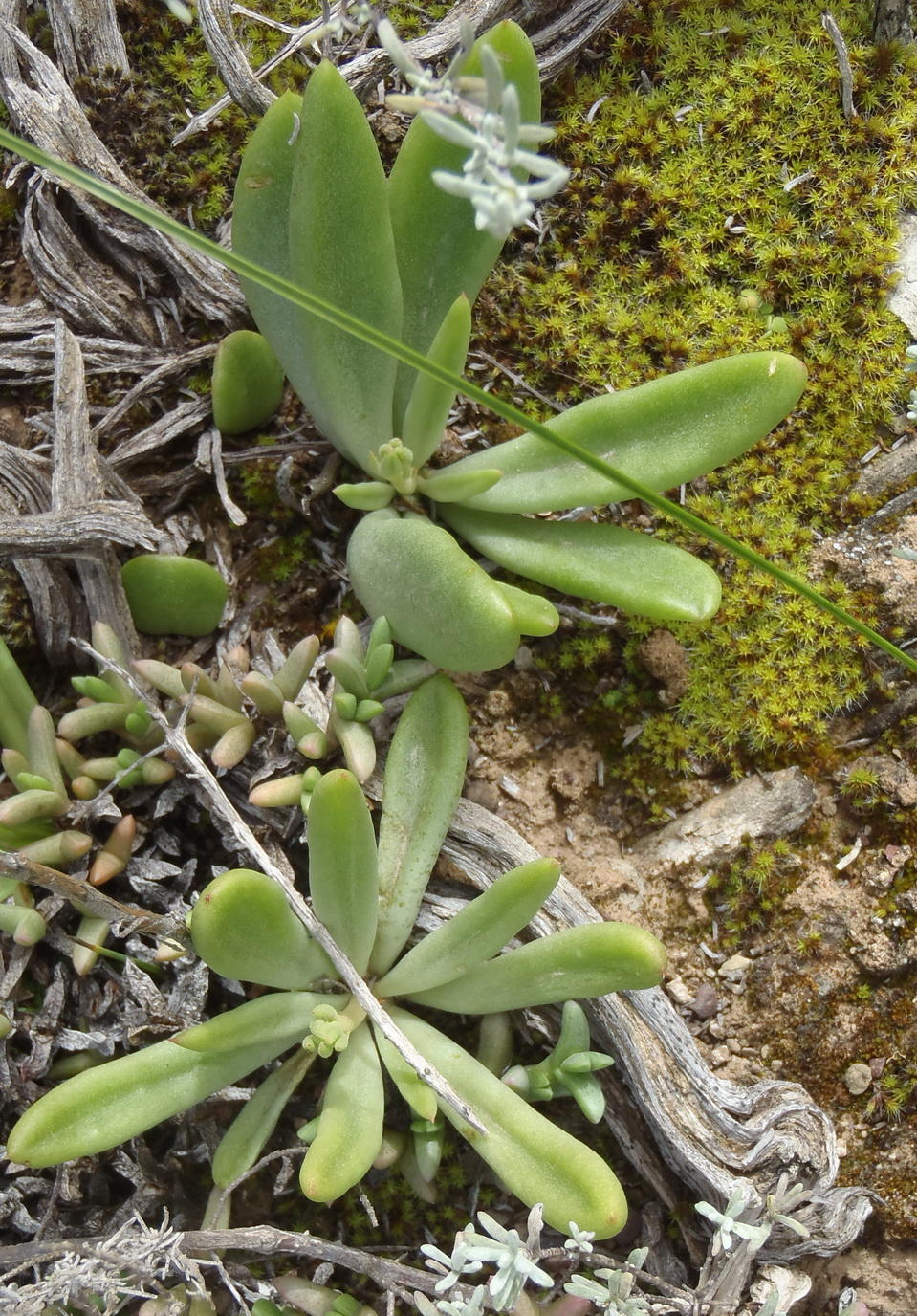
Tylecodon ventricosus
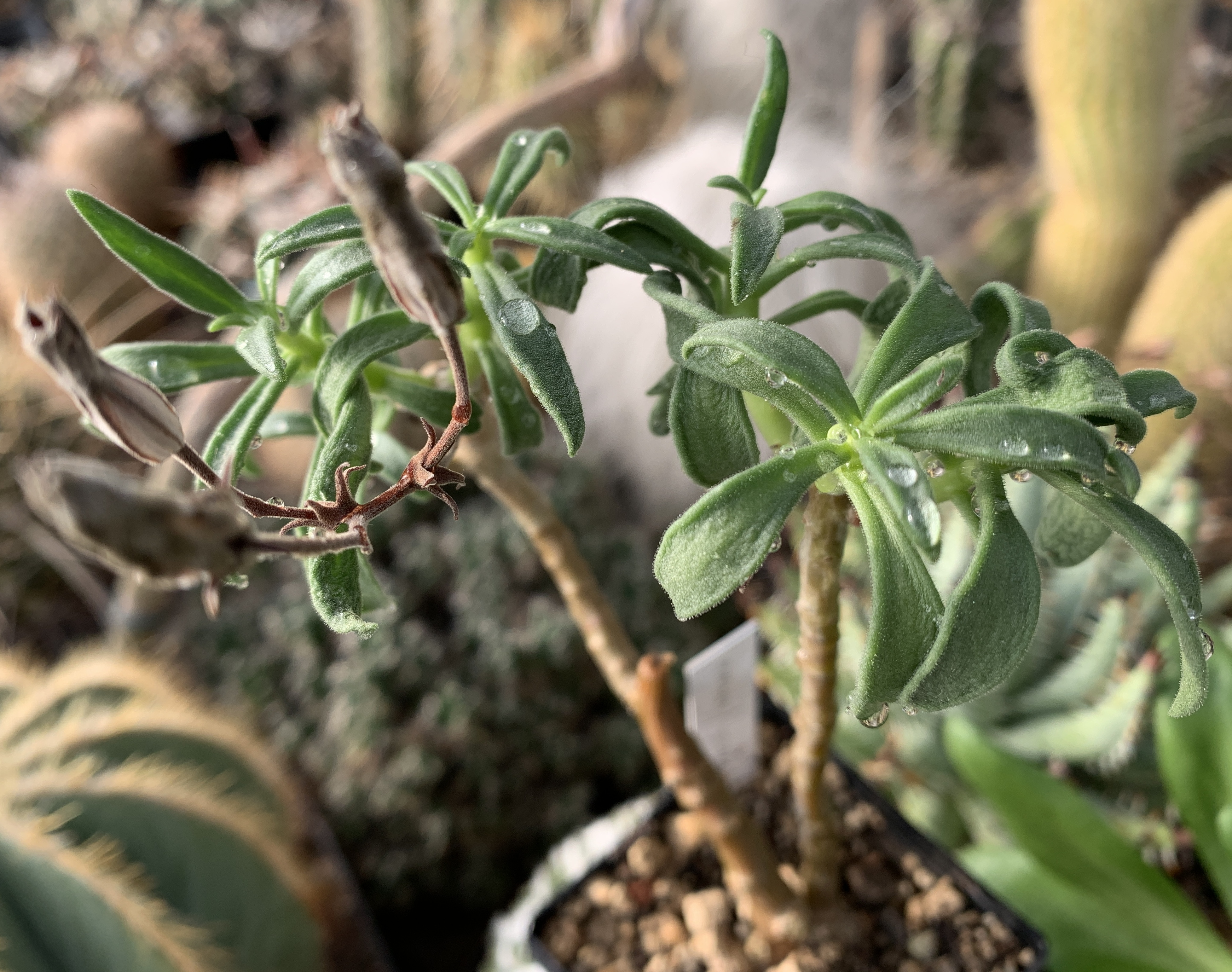
Tylecodon viridiflorus

Подтвержденные гибриды по данным сайта Plants of the World Online на 2023 год:
- Tylecodon × fergusoniae (L.Bolus) G.D.Rowley

## Примечание
1. 1 2 3 4  Tylecodon Toelken (англ.). Plants of the World Online. Kew Science. Дата обращения: 25 октября 2022. Архивировано 25 октября 2022 года.
2. ↑  Tylecodon | CasaBio. casabio.org. Дата обращения: 25 октября 2022. Архивировано 25 октября 2022 года.
3. 1 2 3 4  Tylecodon | GATEWAY TO AFRICAN PLANTS. gateway.myspecies.info. Дата обращения: 25 мая 2023. Архивировано 25 октября 2022 года.